# Marie-Joséphine de Jésus crucifié
Pour les articles homonymes, voir Marie-Joséphine.
Marie-Joséphine de Jésus crucifié (°1894 - †1948), née Giuseppina Catanea, est une religieuse carmélite italienne. De santé fragile, dès sa jeunesse, elle cumule les affections (angine de poitrine, tuberculose...) qui la laissent presque paralysée. À 24 ans, elle s'installe quelques jours dans le Carmel de Naples le temps d'une neuvaine, et finalement ne quittera plus ce couvent. Guérie miraculeusement en 1922, elle voit arriver de nombreux pèlerins et visiteurs qui viennent la solliciter pour des conseils et des prières ou une intercession : elle est déjà considérée comme étant une sainte par plusieurs personnes.
À partir de 1943, elle cumule les maladies, se retrouve paralysée et perd la vue progressivement. En 1945, elle est élue prieure de son couvent malgré ses infirmités. Décédée le 14 mars 1948, son procès en béatification s'ouvre avant la fin de l'année 1948.
Elle est béatifiée à Naples le 1er juin 2008.

## Biographie

### Enfance
Giuseppina Catanea (Joséphine Catanea) est née à Naples le 18 février 1894 dans une famille noble : son père est le marquis Grimaldi. Elle est la seconde enfant du foyer, et sa sœur ainée se nomme Antoinette ; dans sa famille, la petite Joséphine est surnommée « Pinella ».
Déjà très jeune, elle montre une grande affection et attention pour les pauvres et les nécessiteux.
En mai 1904, elle reçoit la première communion et fait sa confirmation.
Dès son enfance, elle a une grande dévotion pour l'Eucharistie et la Vierge Marie. Elle prie régulièrement le rosaire. C'est encore jeune qu'elle se trouve convaincue d'être appelée au Carmel, ce qui ne l'empêche pas de suivre des études de commerce qu'elle termine le 10 mars 1918.
La jeune Joséphine, de santé fragile, est atteinte en  1912 d'une angine de poitrine, puis de la tuberculose qui touche sa colonne vertébrale et endommage plusieurs vertèbres causant progressivement une paralysie.

### Entrée au Carmel
Le 10 mars 1918, elle se rend au Carmel de Ponti Rossi situé dans la ville de Naples afin d'y faire une neuvaine à saint Joseph. Pour diverses raisons (non prévues initialement), elle reste dans le Carmel et ne reviendra jamais à son domicile. Elle a une nature frêle et maladive, passant régulièrement d'une affection à l'autre ; cela ne l'empêche pas d'être active et travailleuse. Le 24 novembre 1918 elle tombe gravement malade et se trouve proche de mourir. Elle guérit « miraculeusement » ; d'après elle, sa guérison est due à l'intercession de saint Joseph. Le 6 juin 1922, elle est victime d'une crise cardiaque, le 10 août débute une nouvelle phase de souffrance aiguë. Le 26 juin, alors qu'elle est malade, elle guérit mystérieusement en touchant une relique de saint François Xavier,. La nouvelle de sa guérison miraculeuse provoque un afflue de personnes au couvent (prêtres, séminaristes, personnes de toutes classes sociales) qui viennent lui demander conseils et prières.
En 1932, le Vatican reconnaît officiellement la communauté de religieuses de Ponti Rossi, comme étant une communauté de carmélites de l'Ordre des Carmes déchaux. Ce couvent, qui prend le nom de « Carmel de Sainte Thérèse et Saint Joseph à Ponti Rossi », est placé sous l'autorité de l'archevêque de Naples. Joséphine reçoit alors l'habit de carmélite et prend le nom en religion de sœur Marie-Joséphine de Jésus Crucifié. Le 6 août 1932 elle fait sa profession religieuse,.

### Vie au Carmel
Bien qu'ayant une condition physique précaire, elle est nommée sous-prieure le 2 avril 1934 par le Cardinal Alessio Ascalesi (archevêque de Naples). Puis le 6 août 1945 elle est nommée vicaire. Le 29 septembre 1945, lors du premier chapitre général de son couvent et alors qu'elle ne peut plus se déplacer qu'en fauteuil roulant, elle est élue Prieure de son couvent,. Elle occupera cette fonction jusqu'à sa mort.
Durant sa vie au couvent, sa réputation de sainteté se répand dans le couvent, ainsi qu'à l'extérieur du couvent. Certains témoignent de son don pour « lire dans les âmes ». Son endurance face à la maladie, son caractère souriant au parloir du monastère, touche tous ceux qui viennent la visiter.
À partir de 1943, elle commence à souffrir de diverses maladies physiques (sclérose en plaques, perte progressive de la vue, ...). Elle considère ces maladies comme « un magnifique cadeau » qui lui permettent d'être mieux conforme à Christ crucifié. Avec un esprit de bonne humeur, « elle offre son corps comme un sacrifice pour les âmes ». Le jour où elle a revêtu l'habit du Carmel, sœur Marie-Joséphine a dit: « je me suis offerte à Jésus crucifié pour être crucifiée avec Lui »,.
À la demande de son directeur spirituel, sr Marie-Joséphine écrit son autobiographie (1894-1932) ainsi que son Journal (1925-1945). Elle laisse également de nombreuses lettres et autres exhortations pour les sœurs du couvent.
Elle décède le 14 mars 1948.

## Spiritualité
En plus d'une grande dévotion pour l'Eucharistie et la Vierge Marie, sœur Marie-Joséphine fait preuve d'une « docilité aimante », d'une spiritualité pleine d'humilité et de simplicité. Ses contemporains disent qu'elle « priait tout le temps », et ceux qui venaient la voir au monastère rapportaient que sa confiance en Dieu se propageait aux pèlerins. Les visiteurs venaient entendre ses encouragements pour continuer à espérer dans la vie, surmonter les épreuves et les douleurs.

## Béatification
Du fait de sa grande réputation de sainteté, son corps reste exposé à la vénération des fidèles durant 13 jours avant d'être inhumé. Durant cette période, sa dépouille n'a pas donnée le moindre signe de corruption.
À la demande du cardinal Alessio Ascalesi, son procès en béatification est ouvert le 27 décembre 1948. Le procès se termine le 18 février 1952. 
Le décret proclamant les vertus héroïques de la carmélite est signé le 3 janvier 1987, elle est alors déclarée vénérable. Le 17 décembre 2007, le pape Benoît XVI promulgue un décret reconnaissant un miracle attribué à l'intercession de la vénérable Marie-Joséphine de Jésus crucifié.
La cérémonie de béatification a lieu le 1er juin 2008 dans la cathédrale de Naples. Cette célébration est présidée par le cardinal Crescenzio Sepe, archevêque de Naples. À cette occasion, l'archevêque a lu un message du cardinal José Saraiva Martins, Préfet de la Congrégation pour les causes des saints.
Sa mémoire liturgique est célébrée le 26 juin.